# Minnie Marx
Minnie Marx, nascuda Miene Schönberg (Dornum, Regne de Hannover, 9 de novembre de 1864 – Nova York, 13 de setembre de 1929), arpista, fou la mare i també la representant dels Germans Marx, família d'artistes de vodevil, i actors de Broadway i de cinema, i també germana de l'estrella del vodevil Al Shean.

## Biografia
Miene Schönberg va néixer a Dornum, aleshores dins el Regne de Hannover, que formava part de la Confederació Germànica, el 1864. Era filla de Fanny Salomons (1829 – 10 d'abril de 1901) i de Levy "Lafe" Schönberg (1823 – 1919), tots dos jueus. La mare interpretava música iòdel tocant l'arpa i el pare era ventríloc. El seu germà petit, Abraham Elieser Adolf, que esdevindria l'artista Al Shean, va néixer el 1868. Cap al 1880, la família emigrà a la ciutat de Nova York, on Minnie es casà amb el sastre Samuel Marx el 1884. Sam es deia abans Simon Marrix, i li deien "Frenchie" perquè era alsacià.

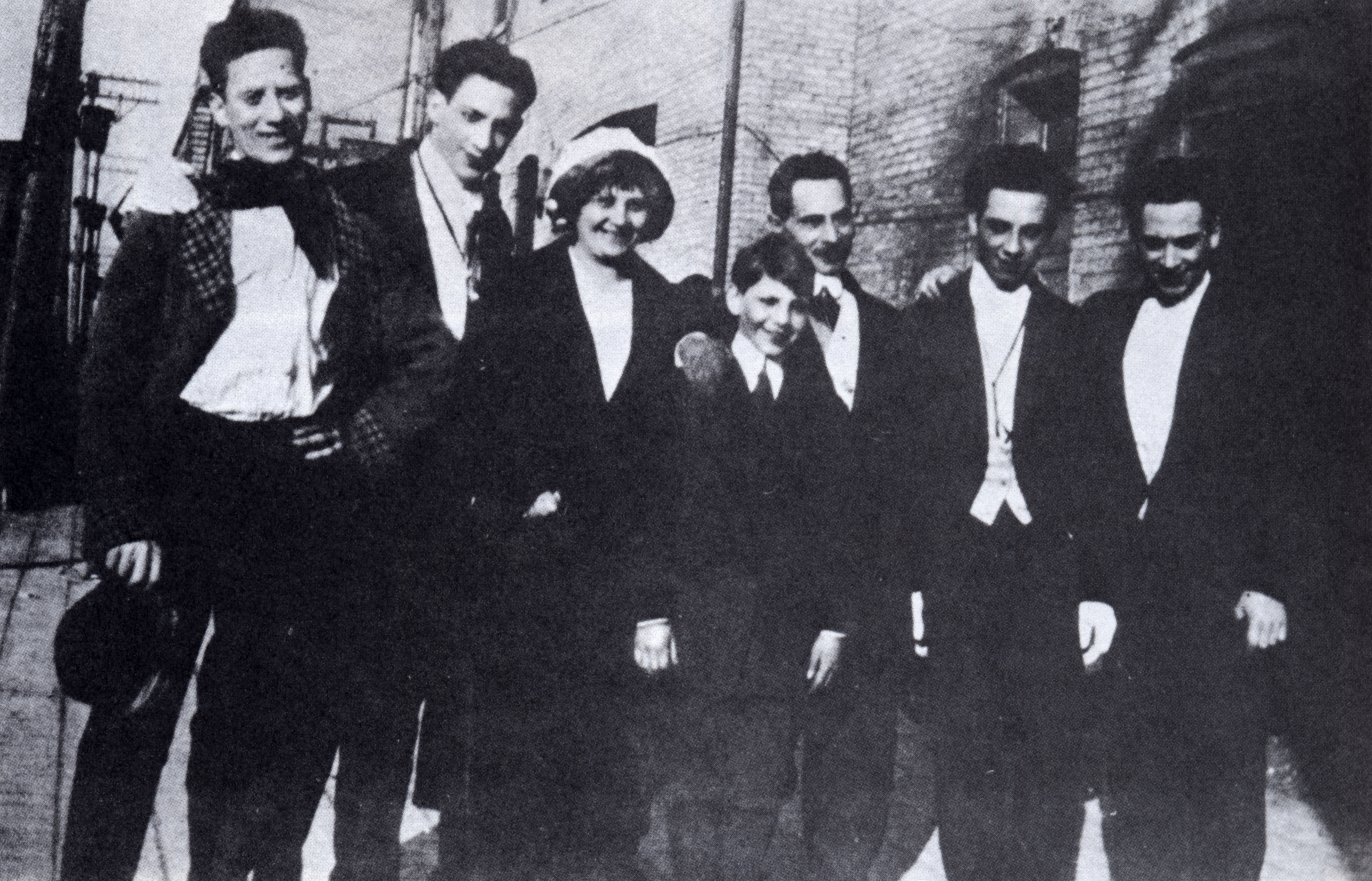
L'única foto coneguda de tota la família Marx, c. 1915. D'esquerra a dreta, Groucho, Gummo, la mare Minnie, Zeppo, el pare Frenchie, Chico i Harpo.

Minnie i Frenchie van tenir un total de sis fills: Manfred (1886, va morir molt petit), Leonard (Chico, 1887), Adolph (Harpo, 1888), Julius (Groucho, 1890), Milton (Gummo, 1893) i Herbert (Zeppo, 1901).
Minnie Marx tocava l'arpa igual que la seva mare, i també com el seu fill, Harpo. Quan feia de representant dels Germans Marx, es feia dir Minnie Palmer perquè ningú havia de saber que la representant era la pròpia mare dels artistes. Va viure prou per conèixer el debut dels seus fills al cinema, amb l'estrena de la pel·lícula The Cocoanuts, el 1929, però morí poc després aquell mateix any d'un infart.
Tots els germans han confirmat que Minnie Marx era la cap de la família i la força conductora que va llançar-los a tots a escena, la única persona que podia posar-hi ordre, i una dura lluitadora davant els empresaris teatrals. Com a homenatge a Minnie, tots els germans que han tingut filles els han posat noms que comencen per la lletra 'M': la Maxine de Chico, la Minnie de Harpo, i la Miriam i la Melinda de Groucho. Gummo i Zeppo no van tenir filles.

## Personatge de ficció
Minnie Marx i alguns dels seus fills apareixen breument a la novel·la de Glen David Gold Carter Beats the Devil, editada el 2001: ella hi surt amb el nom de Minnie Palmer, i només algunes pistes ens van descobrint que la trouppe d'artistes que l'acompanya seran algun dia els famosos Germans Marx. Minnie Marx (paper que interpretava Shelley Winters) també era el personatge principal del musical Minnie's Boys (1970), coescrit per Arthur Marx (fill de Groucho).